# Sel au céleri

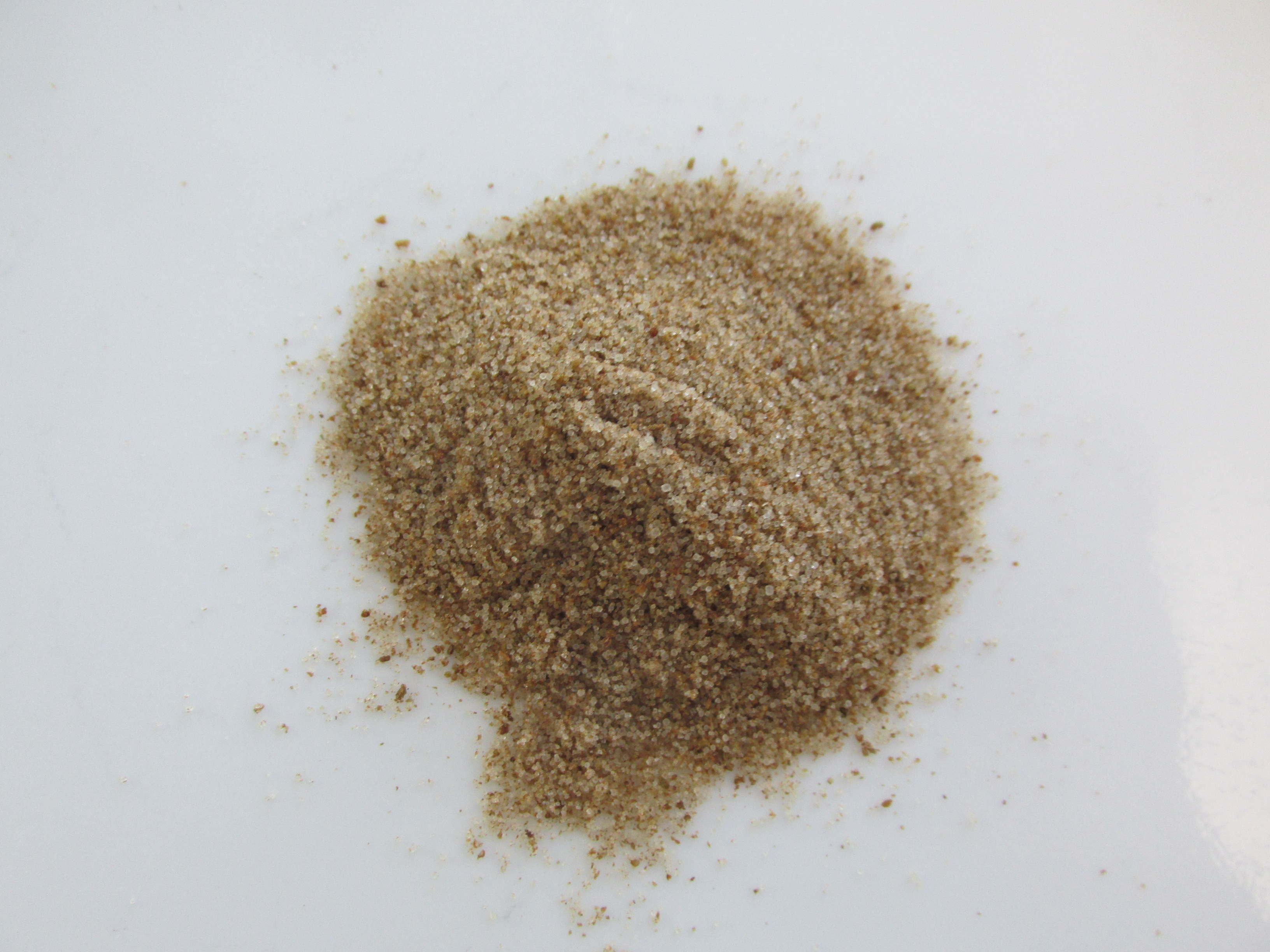
Sel au céleri.

Le sel au céleri est un mélange d'épices composé principalement de sel et de céleri. On ne doit pas le confondre avec le « sel de céleri », qui est du céleri déshydraté et réduit en poudre, la plante étant riche en sodium.

## Composition
Le sel au céleri est un sel alimentaire additionné d'une partie du céleri, soit les graines, soit un extrait de la racine. La livèche peut remplacer le céleri, dont elle a le goût ; on parle alors de sel à la livèche.

## Usage
Ce sel est utilisé pour aromatiser les jus de tomates. Il fait partie des ingrédients du cocktail Bloody Mary. En Belgique, il peut aussi être associé à de la moutarde et saupoudré sur des cubes de fromage (souvent du gouda) à l'apéritif.